# Phase One Media Pro
Phase One Media Pro (anteriormente Expresion Media y iView MediaPro) es una herramienta profesional de administración de activos que permite organizar y catalogar visualmente todos los activos digitales para usarlos con facilidad y realizar presentaciones. Esta es la versión siguiente de iView MediaPro (puedes ver más en iView Media), el cual fue adquirido por Microsoft en junio del 2006 y vendido a Phase One en mayo de 2010.
En agosto de 2018 Phase One anunció que retiraba el programa de la venta y que no recibiría nuevas actualizaciones.